# Kristal (natuurwetenschappen)

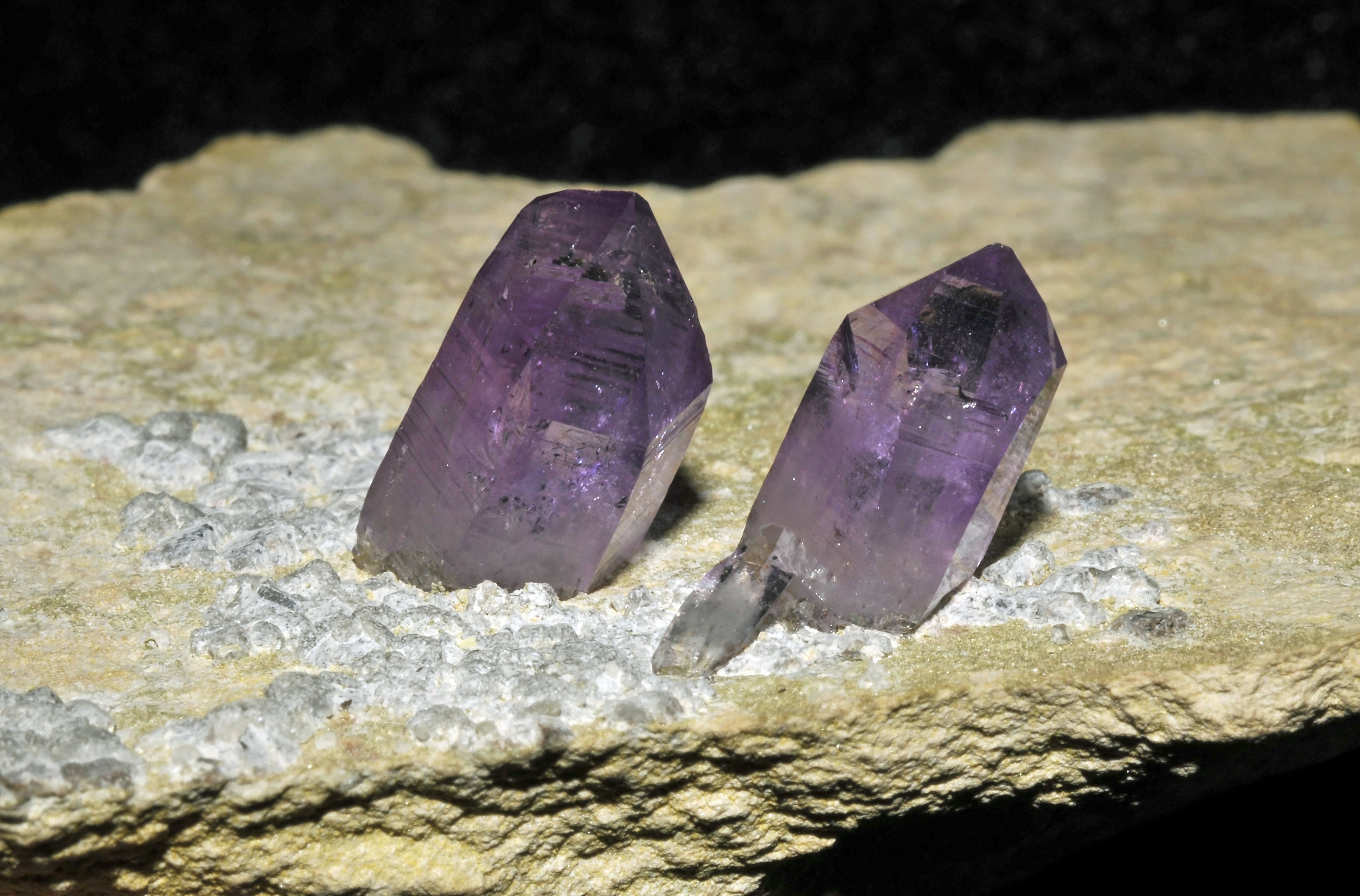
Kristal van amethist-kwarts

Verschillende vormen van ordening

Een kristal is een hoeveelheid periodiek gerangschikte atomen of moleculen, en dit zowel in twee als in drie dimensies. Meestal zal de materie die uit kristallen bestaat in een vaste toestand verkeren, maar er zijn ook uitzonderingen bekend waar de stof uit vloeibare kristallen bestaat.
Het woord kristal is afgeleid van het Griekse woord κρύσταλλος, krustallos, dat ijs betekent. Men geloofde dat bergkristal door de goden vormgegeven ijs was.

## Kristalstructuur

### Kristalliniteit
Zuivere stoffen zijn meestal in staat tot het vormen van kristallen. Materialen die uit kristallen bestaan, zijn kristallijn. Materialen die daarentegen bestaan uit een hoeveelheid moleculen die niet ordelijk gerangschikt zijn, zijn amorf. De bekendste amorfe stof is glas en zelfs kristalglas is, ondanks de naam, geen kristal. Quasikristallen vormen een bijzonder aspect van kristallijne vaste stoffen, omdat zij een schijnbaar periodieke structuur bezitten. De kristalliniteit beschrijft de mate waarin deeltjes binnen een materiaal in een geordende manier zijn opgebouwd, deel zijn van een kristalstructuur.

### Kristalstelsels
De ordelijke rangschikking in een kristal bestaat uit een opeenstapeling van atomen, moleculen of ionen, die symmetrisch is onder de translatie. De kleinste eenheid, die zich door translatie herhaalt, is een eenheidscel. Die herhalen zich in het kristal dus steeds in de drie richtingen. Er is in ieder kristal een periodiciteit te vinden. De totale structuur die in die rangschikking ontstaat, is een kristalstructuur of kristalrooster. Alle mogelijke eenheidscellen zijn wiskundig te beschrijven door middel van de veertien bravaisroosters, verdeeld over zeven kristalstelsels en 32 puntgroepen. De habitus van een kristal is de totale verzameling van kristalvlakken die de macroscopische vorm van het kristal bepalen.
Kristallen komen voor in zeven verschillende kristalstelsels: kubisch, tetragonaal, hexagonaal, trigonaal, orthorombisch, monoklien en triklien. Kristallen die de voor een mineraal natuurlijke vorm hebben, zijn euhedrisch. Kristallen die een andere vorm hebben, zijn anhedrisch. Anhedrische kristallen ontstaan wanneer het kristal in een beperkte ruimte groeit, bijvoorbeeld omdat het door andere kristallen is omringd.

### Ionaire stoffen, zouten
Positieve en negatieve ionen zijn bij zouten in een vaste verhouding in het kristalrooster gerangschikt. Beschouw natriumchloride {\displaystyle {\ce {NaCl}}} als voorbeeld, dan kan men het kristalrooster als volgt voorstellen: ieder natrium-kation {\displaystyle {\ce {Na^+}}} wordt door zes chloride-anionen {\displaystyle {\ce {Cl^-}}} omgeven en ieder chloride-kation door zes natrium-anionen. De ionen, atomen, blijven in het kristalrooster op hun plaats doordat ze elektrisch zijn geladen en elkaar aantrekken. Zo heeft het natrium-ion een elektron te weinig, waardoor het positief geladen wordt. Het chloride-ion heeft een elektron opgenomen, waardoor het negatief geladen wordt. De natrium- en de chloride-ionen in het kristalrooster zijn in een vaste verhouding gerangschikt, zodanig dat de netto lading nul is.
In opgeloste toestand zijn de ionen van opgeloste zouten in staat om elektrische stroom te geleiden: zouten zijn sterke elektrolyten. De ionen zijn dan niet meer met elkaar in een kristalstructuur verbonden.

### Moleculaire kristallen
De moleculen houden elkaar in een moleculaire kristallijne stof op hun plaats in het kristalrooster door de cohesie, hun onderlinge aantrekkingskracht die er constant is.

## Vorming
Een vast kristal kan worden gevormd door het langzaam afkoelen van een stof vanuit de vloeibare of gas toestand, deze overgangen heten respectievelijk stollen en rijpen. Door de temperatuurdaling begint de nucleatie en kristalgroei, deze processen zorgen samen voor de kristallisatie van het vaste kristal. Her en der in de rijp- of stollingsfase beginnen zich dan nucleatiekernen tot kleine kristallen te ontwikkelen, die steeds groter worden. Wanneer de vloeistof of het gas geheel is omgezet naar een vaste fase, is er een vast materiaal ontstaan dat bestaat uit veel kleine stukjes kristal, korrels die kristalliet worden genoemd. De atomen, moleculen of ionen in iedere korrel staan in dezelfde richting, namelijk in de groeioriëntatie, maar de korrels onderling kunnen een verschillende draaihoek ten opzichte van elkaar hebben. Het grensvlak waarop de verschillende korrels elkaar raken wordt de korrelgrens genoemd.
Afhankelijk van de vormingsmethode kunnen er ook eenkristallen worden gevormd. Bij eenkristallen zijn er geen korrelgrenzen of korrels ontstaan, alle atomen, moleculen of ionen staan in dezelfde richting, dus vormen een geheel. Een zuivere diamant is een voorbeeld van een eenkristal, maar ook suiker is in staat om als eenkristal uit te groeien. In de halfgeleidertechnologie worden eenkristallen en boules van vooral silicium gebruikt.

## Kristallografie

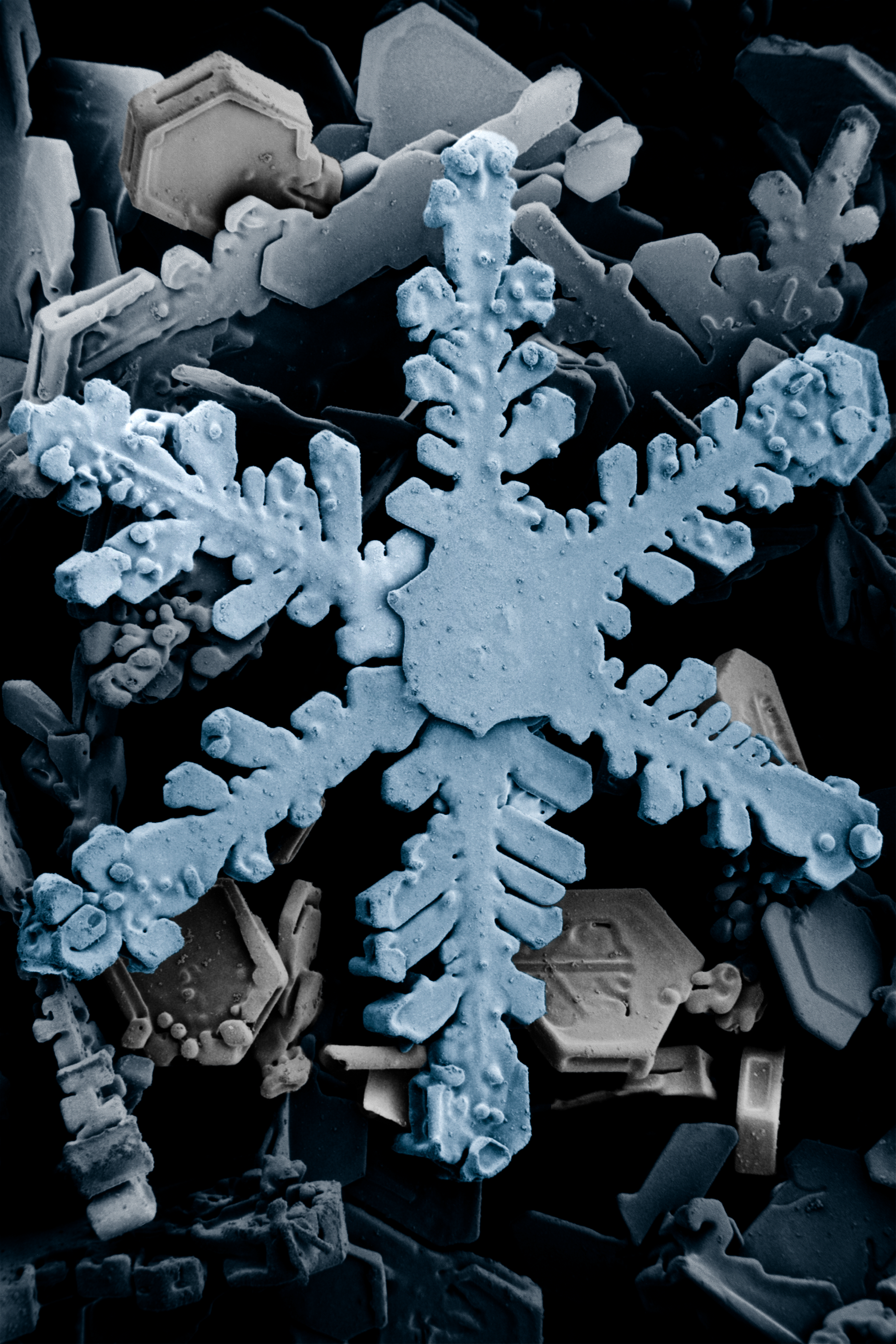
Sneeuwkristal ~2 mm

De kristallografie is de wetenschap van het meten en onderzoeken van de kristalstructuur, oftewel de atomaire rangschikking van een kristal. Een veelgebruikte techniek is röntgenkristallografie. Grote aantallen bekende kristalstructuren zijn opgeslagen in kristallografische databases. Het beroep dat hierbij hoort is dat van kristallograaf.

### Onderzoek
Onderzoek aan kristallen kan onder meer worden uitgevoerd met röntgenkristallografie. Deze methode maakt door fotonenreflectie aan de oppervlakte van het materiaal als het ware een vingerafdruk waaraan kan worden afgelezen uit welke kristallen een stof bestaat. De vingerafdruk is afhankelijk van de omvang en de bestanddelen van de eenheidscellen in het kristal. Andere vormen van diffractie kunnen het kristal ook karakteriseren, waardoor deze informatie wordt verkregen.

### Terminologie
- Lijst van termen in de kristallografie

## Voorbeelden
Voorbeelden van kristallen zijn:
- ijskristallen[2]
- veel metalen en legeringen[1]
- mineralen en gesteenten

## Afbeeldingen

Voorbeelden van kristallen
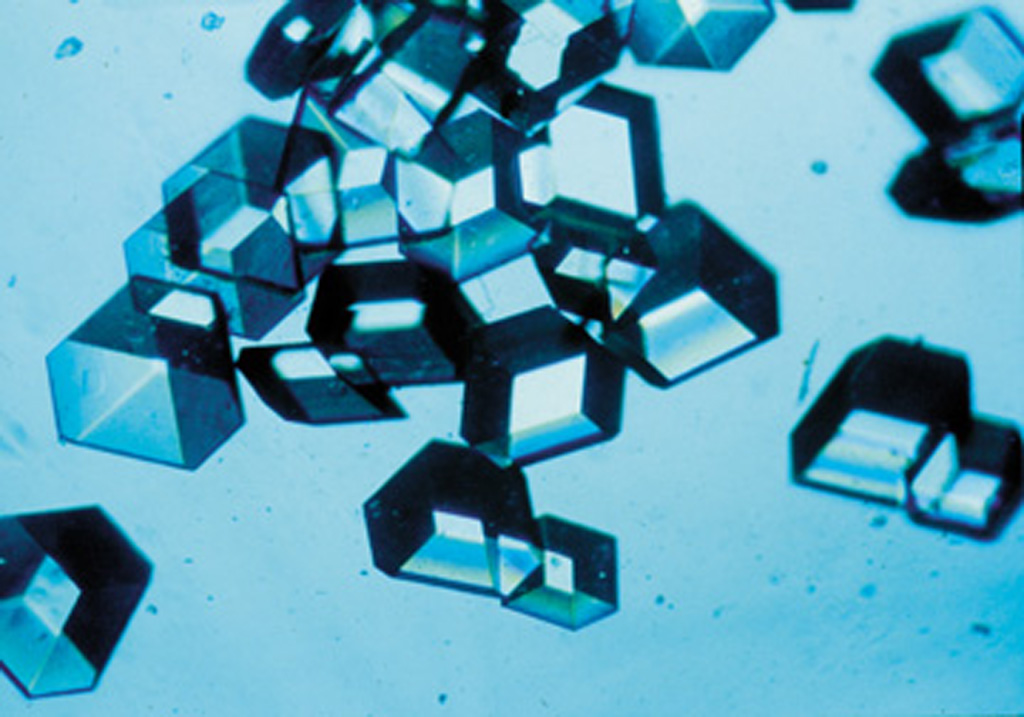
insuline-kristallen
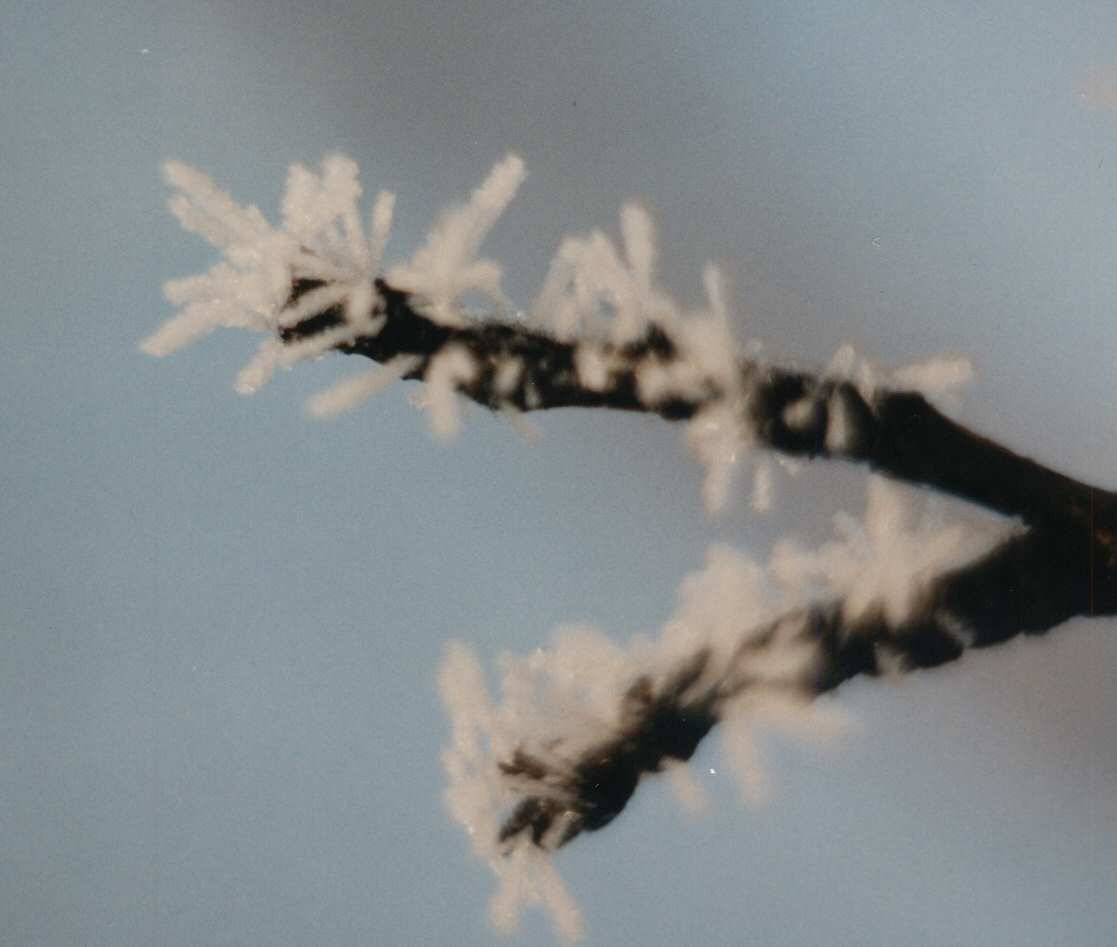
ruige rijp
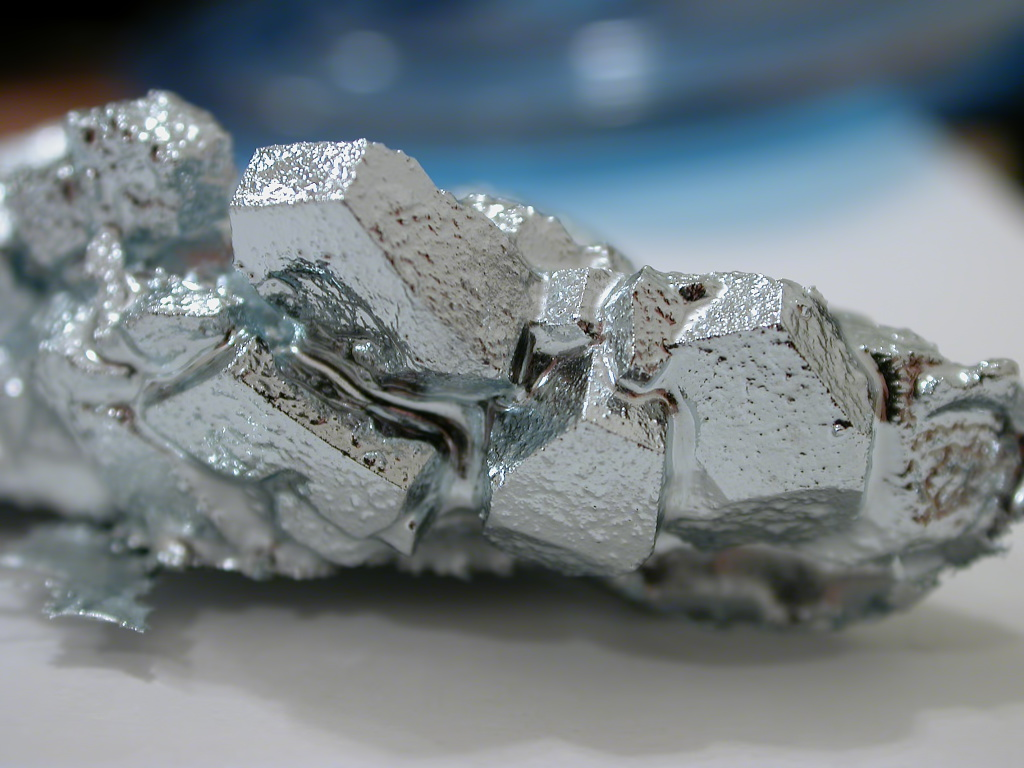
gallium
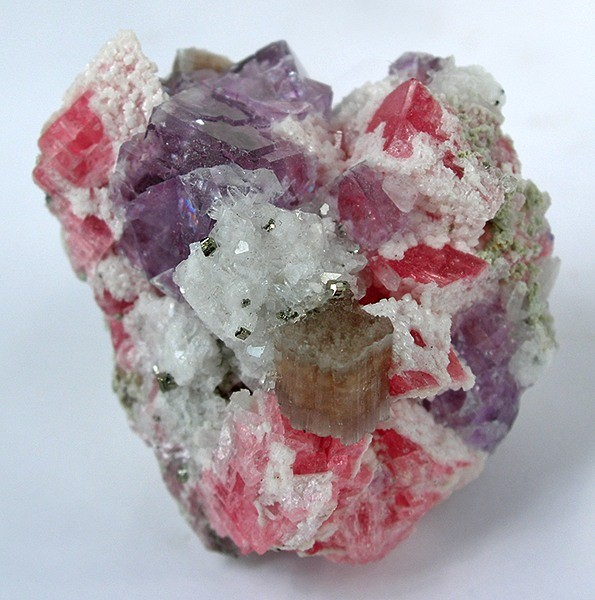
apatiet kristal
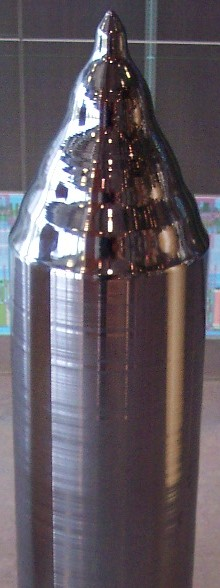
boule
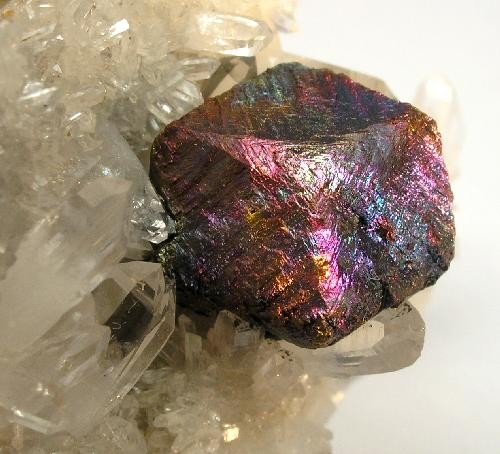
chalcopyrietkristal
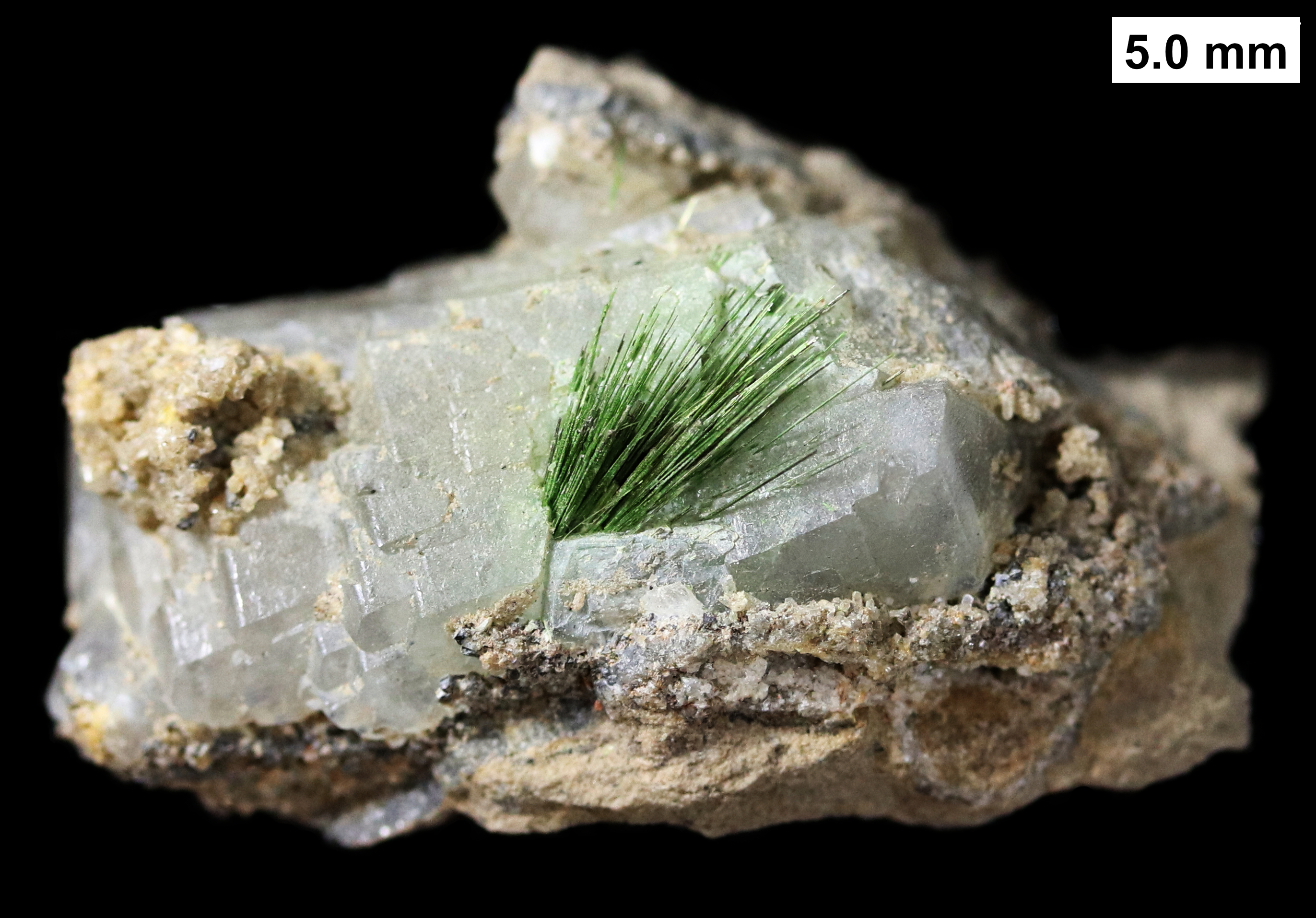
millerietkristallen